# Eloquence
Eloquence (noto anche come Eloquence: Complete Works) è un album solista del musicista elettronico tedesco ed ex membro dei Kraftwerk Wolfgang Flür. L'album è stato annunciato dalla Cherry Red Records il 2 ottobre 2015 e rilasciato il 16 ottobre 2015.

## Tracce
1. I Was a Robot - 5:48
2. Cover Girl [The Ninjaneer Mix] - 5:42
3. On The Beam - 3:41
4. Blue Spark - 3:30
5. Staying in the Shadow - 3:12
6. Moda Makina (Fashion Machine) - 3:12
7. Beat Perfecto - 5:46
8. Axis of Envy - 3:50
9. Best Friend's Birthday - 3:14
10. Pleasure Lane - 4:12
11. Silk Paper - 4:41
12. Golden Light - 4:50
13. I Was a Robot [Radio Edit] - 3:43
14. Cover Girl [English Version] - 4:12
15. Cover Girl [German Version] - 4:18
16. On the Beam [German Version] - 3:33
17. On the Beam [Japanese Version] - 3:45
18. On the Beam [Tokyo Minimal Mix] - 4:19